# ديف رايت (منافس ألعاب قوى)
ديف رايت (بالإنجليزية: Dave Wright)‏ هو منافس ألعاب قوى جنوب أفريقي، ولد في 9 أكتوبر 1951.